# Os Quatro Cavaleiros do Apocalipse (1962)
Os Quatro Cavaleiros do Apocalipse (The Four Horsemen of the Apocalypse) é um filme méxico-estadunidense de 1962, dirigido por Vincente Minnelli, baseado na obra homônima de Vicente Blasco Ibáñez.

## Elenco
- Glenn Ford
- Ingrid Thulin
- Charles Boyer
- Lee J. Cobb
- Paul Lukas
- Yvette Mimieux
- Karlheinz Böhm
- Paul Henreid.

## Sinopse
A trama se passa na Argentina, onde amigos se encontram para festas e alguns deles são descendentes de alemães. Durante a Segunda Guerra Mundial esses amigos se cruzam em lados opostos, na Europa ocupada pelos alemães.